# Біле (Адигея)
Біле (рос. Белое; адиг. Бгъошэхьабл) — село Красногвардійського району Адигеї Росії. Входить до складу Білосільського сільського поселення.
Населення — 3008 осіб (2015 рік).